# Otto Wilhelm Masing

Otto Wilhelm Masing (Scherenschnitt, das einzige bekannte Porträt von ihm)

Otto Wilhelm Masing (* 28. Oktoberjul. / 8. November 1763greg. in Lohusuu; † 3. Märzjul. / 15. März 1832greg. in Äksi) war ein estnischer Pfarrer und Sprachwissenschaftler. Er ist der Erfinder des Buchstabens Õ in der estnischen Schriftsprache.

## Leben

### Herkunft und Familie
Masing wurde in Nord-Tartumaa als Sohn des Küsters Christian Masick und seiner Frau Anna Ludovica Hildebrandt (1724–1809) geboren. Sein Vater war Este, seine Mutter schwedischstämmige Deutsche von vermutlich adliger Abstammung. Die Eltern legten früh großen Wert auf die Bildung des Jungen. Er wurde darüber hinaus durch den Pastor von Torma-Lohusuu, Franz Gotthilf Friedrich Asverus, gefördert, der in Jena studiert hatte.
1796 heiratete er in Dorpat (Tartu) Dorothea Amalie Ehlertz (1776–1809), Tochter des Dorpater Ratsherrn Carl Ulrich Ehlertz (1739–1790) und der Louisa Dorothea geb. Stockenberg (1755–1803), einer Urenkelin des Bildhauers Johann Gustav Stockenberg. Das Paar hatte acht Kinder, von denen vier das Erwachsenenalter erreichten. 1818 heiratete Masing die aus Neapel stammende Petersburgerin Caroline Antoinette Piccaluga (1792–1858), die ihm 1822 eine weitere Tochter gebar.

### Ausbildung
Masing besuchte von 1777 bis 1779 die Stadtschule von Narva und von 1779 bis 1782 das Gymnasium von Torgau in Deutschland. An der Universität Halle studierte er anschließend Theologie sowie Musik und Zeichnen. Daneben entdeckte er an sich ein besonderes Sprachentalent. Er erlernte in seiner Studienzeit neben seinen Muttersprachen Estnisch und Deutsch auch Latein, Altgriechisch, Russisch, Italienisch und Französisch. Unter anderem mit Übersetzungsarbeiten verdiente er seinen Unterhalt. 1786 kehrte er nach Estland zurück und war zwei Jahre als Hauslehrer bei Otto Magnus von Toll im Gutshof von Püssi tätig.

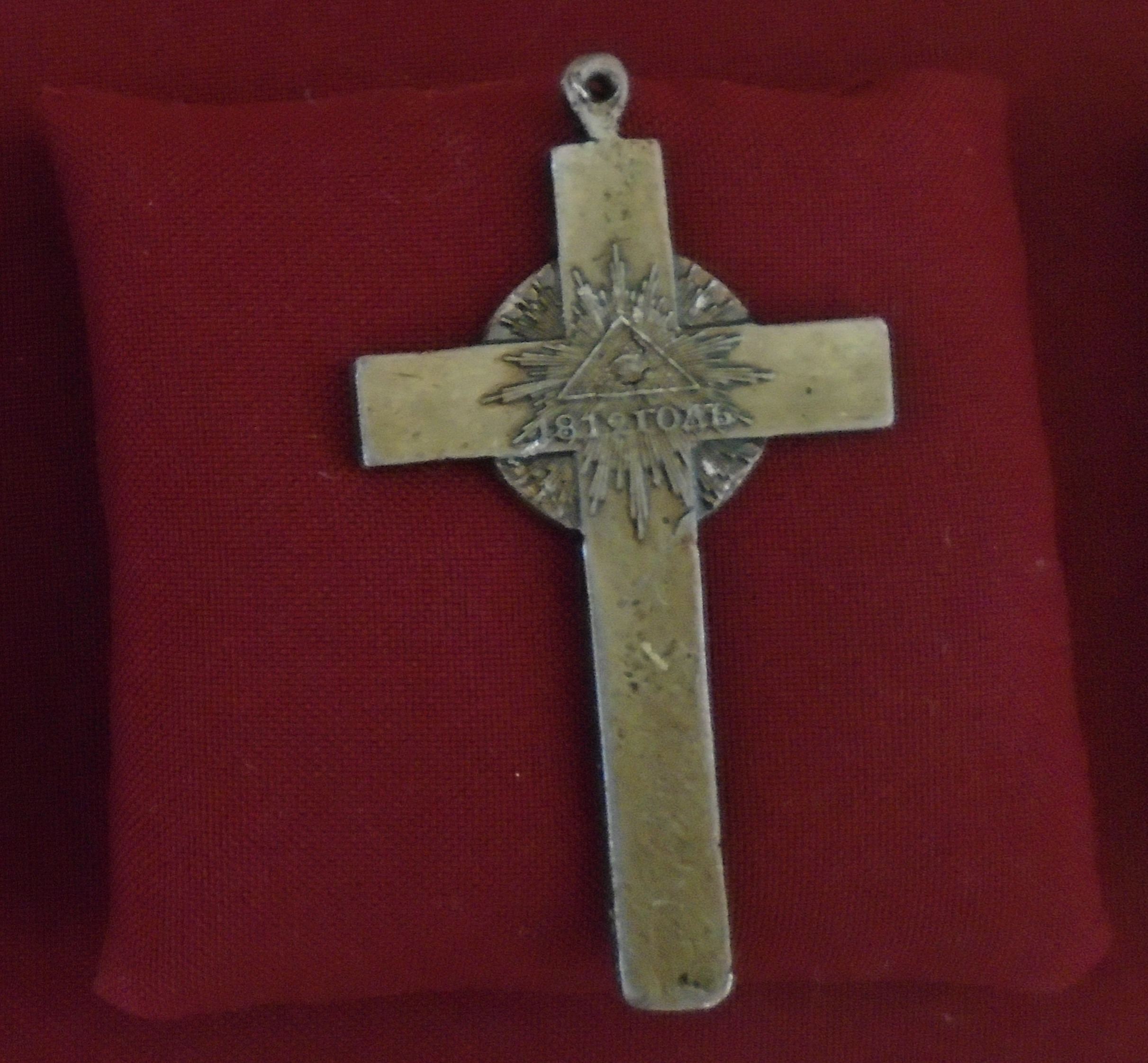
Erinnerungskreuz von 1812 für Geistliche

### Kirche

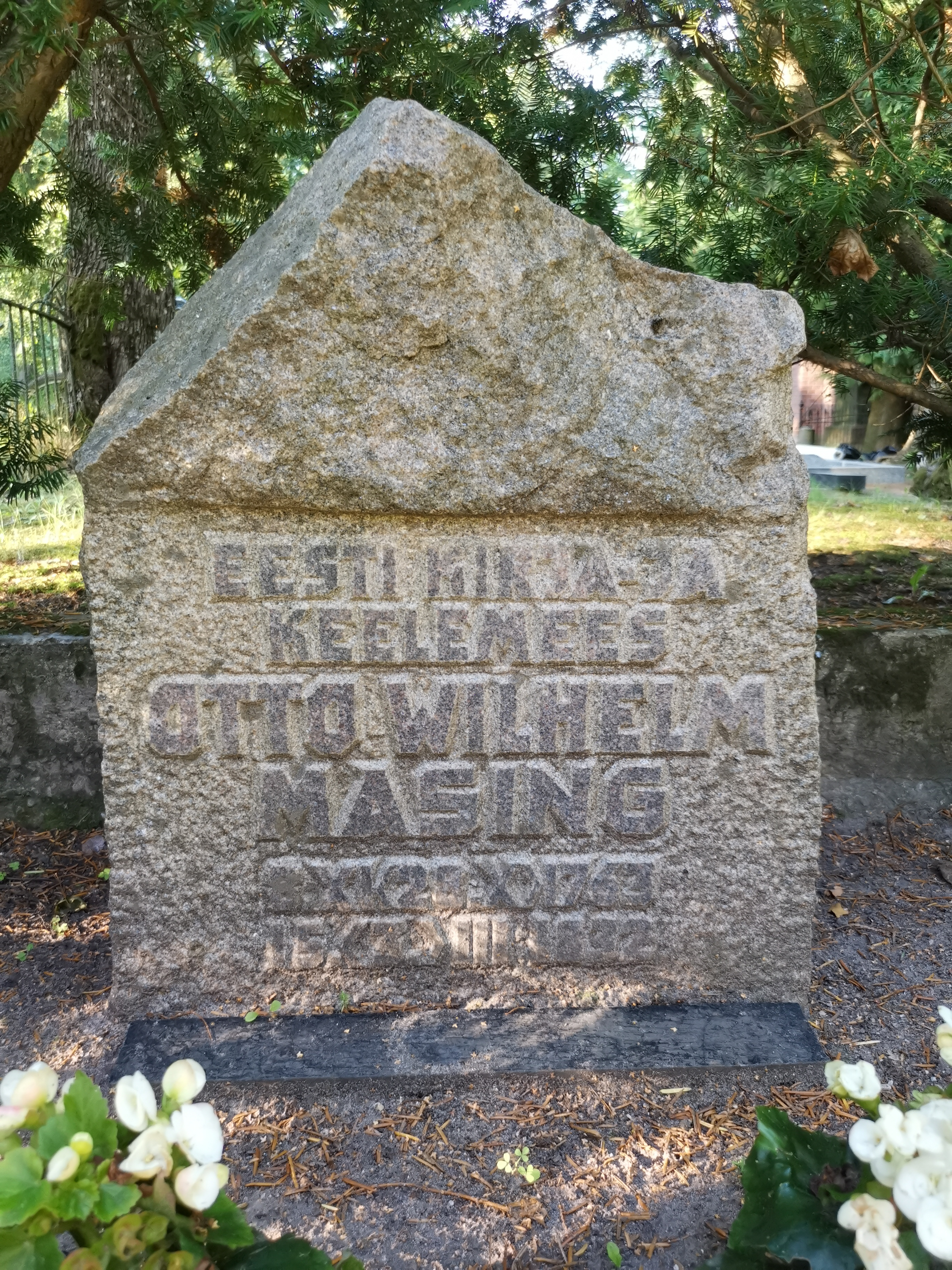
Grab auf dem Friedhof Tartu (Raadi kalmistu)

Nach seinem Studium übernahm Otto Wilhelm Masing zahlreiche kirchliche Ämter in Estland. Er war Pfarrer in Lüganuse (ab 1788), Viru-Nigula (ab 1795) und Äksi (ab 1815). An der Eröffnung der Kaiserlichen Universität Dorpat am 22. April 1802 nahm Masing als einer der wenigen Esten mit einer lateinischen Rede teil. 1818 übernahm er den Posten eines Assessors am Konsistorium von Livland. Im selben Jahr erhielt er das Erinnerungskreuz von 1812.  Ab 1821 war er Propst in Tartu.

### Publizist

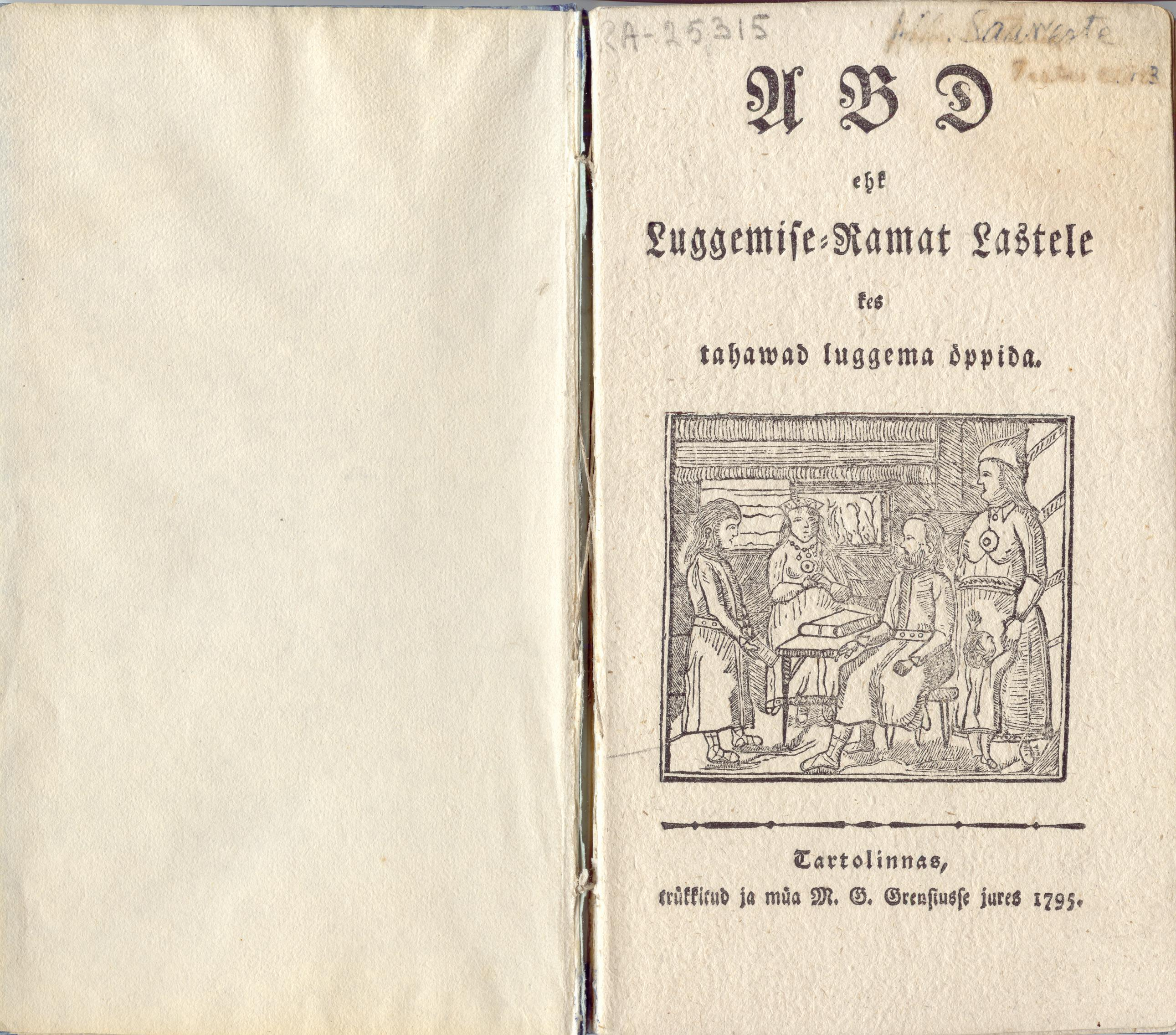
Titelblatt des ABD ehk Luggemise-Ramat Lastele. Tartu, 1795

Masing war vor allem als einer der bekanntesten Publizisten, Pädagogen und estnischen Sprachwissenschaftler seiner Zeit tätig. Sein Schaffen war nicht unumstritten, da es oft mit den Traditionen der Zeit brach und neue Anschauungen vermittelte. Sein Ziel war die Förderung der estnischen Sprache, die Hebung des Bildungsstandes der einheimischen Bevölkerung und die Emanzipation der Esten.
Seine wichtigsten Werke sind
- 1795 ABD ehk Luggemise-Ramat Lastele (moralisierendes Lesebuch für Kinder in estnischer Sprache)
- 1821 Luggemislehhed (Lesebuch mit methodischer Anleitung)
- 1823 Täielinne ABD-Ramat, Arwamise-Ramat und drei theologische Lehrbücher
- 1820 Übersetzung des livländischen Bauerngesetzes von 1819, das die Leibeigenschaft abgeschafft hatte, in die nordestnische Sprache (Druckerlaubnis 1821)
- 1824–1826 Redakteur der Zeitung Tallorahwa Kulutajat
- 1816 Ehstnische Originalblätter für Deutsche
- 1821–1823 und 1825 Redakteur der Wochenzeitung Marahwa Näddala-Leht (Nachrichten aus der Heimat und aus der Welt, sprachwissenschaftliche und belletristische Beiträge, praktische Lebenshinweise)
- Redakteur der Kalenderzeitschrift Maarahwa Kalendrit
- 1818 Herausgeber des Sonntagsblatts Pühhapäewa wahhe-luggemised
- Unvollendete Arbeiten an einem deutsch-estnischen Wörterbuch

### Sprachwissenschaftler
Otto Wilhelm Masing war einer der prägendsten Förderer des Estnischen im frühen 19. Jahrhundert. Seiner Meinung nach sollte sich die estnische Sprache an der von der Bevölkerung gesprochenen orientieren. Die Schaffung einer estnischen Schriftsprache sei möglich. Er plante die Herausgabe einer wissenschaftlichen und einer praktischen Grammatik der estnischen Sprache, konnte diese Pläne jedoch vor seinem Tod nicht mehr verwirklichen. Masings Bemühungen galten der Einführung einer einheitlichen estnischen Sprache, die trotz der Vielzahl an Dialekten von jedermann verstanden werden sollte. Die Schriftsprache sollte dabei so genau wie möglich die gesprochene Sprache widerspiegeln.

## Auszeichnungen
- Kaiserlich Russischer Orden des Heiligen und Apostelgleichen Großfürsten Wladimir 4. Klasse (verliehen 1821)[5][6]